# Bertram Brockhouse
Bertram Neville Brockhouse (15. července 1918, Lethbridge – 13. října 2003, Hamilton) byl kanadský fyzik. Spolu s Cliffordem Glenwood Shullem získali v roce 1994 Nobelovou cenou za fyziku za příspěvky k rozvoji studia kondenzovaných stavů hmoty pomocí spektroskopie neutronů, zejména za rozvoj neutronové spektroskopie.